# شامراو
شامراو (به آلمانی: Chamerau) یک شهر  در آلمان است که در Cham واقع شده‌است.

## خواهرخوانده
شهر موراهالوم خواهرخواندهٔ شامراو هست.